# Teorias epigenéticas da homossexualidade
As teorias epigenéticas da homossexualidade dizem respeito aos estudos de mudanças na expressão genética ou no fenótipo celular causadas por mecanismos diferentes de mudanças na sequência de DNA subjacente e seu papel no desenvolvimento da homossexualidade. A epigenética examina o conjunto de reações químicas que ativam e desativam partes do genoma em momentos e locais estratégicos no ciclo de vida do organismo. Entretanto, as teorias epigenéticas envolvem uma multiplicidade de causas iniciais e efeitos finais resultantes e nunca levarão a uma única causa ou resultado único. Portanto, qualquer interpretação de tais teorias não pode se concentrar em apenas uma razão isolada de uma multiplicidade de causas ou efeitos.
Em vez de afetar a sequência de DNA do organismo, fatores não genéticos podem fazer com que os genes do organismo se expressem de forma diferente. O DNA no corpo humano é envolvido por histonas, que são proteínas que empacotam e ordenam o DNA em unidades estruturais. O DNA e a histona são cobertos por marcadores químicos conhecidos como epigenoma, que moldam a estrutura física do genoma. Ele envolve firmemente os genes inativos na sequência de DNA, tornando-os ilegíveis, enquanto envolve frouxamente os genes ativos, tornando-os mais expressivos. Quanto mais fortemente encapsulado for o gene, menos ele será expresso no organismo. Essas marcas epigenéticas reagem a estímulos apresentados pelo mundo exterior. Ele ajusta genes específicos no genoma para responder às rápidas mudanças no ambiente humano. A ideia de epigenética e expressão genética tem sido uma teoria aplicada às origens da homossexualidade em humanos. Uma equipe de pesquisadores examinou os efeitos das epi-marcas que protegem os fetos XX e XY de certas exposições a andrógenos e usaram dados publicados sobre a sinalização androgênica fetal e a regulação genética por meio de alterações não genéticas no empacotamento do DNA para desenvolver um novo modelo para a homossexualidade. Os pesquisadores descobriram que epi-marcas mais fortes do que a média, epigenomas que estão firmemente envolvidos em torno da sequência de DNA, convertem a preferência sexual em indivíduos sem alterar os órgãos genitais ou a identidade sexual. No entanto, um estudo posterior descobriu que a homossexualidade masculina não está relacionada à baixa sensibilidade androgênica ou às marcas epi "sex-reverse".

## Marcas epigenéticas
Marcas epigenéticas (epi-marcas) são "interruptores" temporários que controlam como nossos genes são expressos durante a gestação e após o nascimento. Além disso, as epi-marcas são modificações de proteínas histonas. As marcas epigenéticas são modificações dos grupos metil e acetil que se ligam às histonas do DNA, alterando assim o funcionamento das proteínas e, como resultado, alterando a expressão genética. As epi-marcas alteram o funcionamento das histonas e, como resultado, influenciam a maneira como os genes são expressos. Marcas epigenéticas promovem o desenvolvimento sexual normal durante o desenvolvimento fetal. No entanto, eles podem ser transmitidos aos descendentes através do processo de meiose. Quando são transferidos de um progenitor para um descendente do sexo oposto, podem contribuir para um desenvolvimento sexual alterado, levando assim à masculinização da descendência feminina e à feminização da descendência masculina. Entretanto, essas epi-marcas não apresentam consistência entre indivíduos em relação à força e variabilidade.[carece de fontes?]

## Estudos de gêmeos
Gêmeos idênticos têm DNA quase idêntico, o que leva à conclusão de que todos os gêmeos idênticos são heterossexuais ou homossexuais. No entanto, é evidente que não é esse o caso, deixando consequentemente uma lacuna na explicação da homossexualidade. As modificações epigenéticas atuam como “interruptores” temporários que regulam a forma como os genes são expressos. Dos pares de gêmeos idênticos em que um deles é homossexual, o outro gêmeo, apesar de ter o mesmo genoma, tem apenas 20-50% de chance de também ser homossexual. Isso leva à hipótese de que a homossexualidade é criada por algo diferente dos genes. A transformação epigenética permite a ativação e desativação de certos genes, moldando posteriormente a forma como as células respondem à sinalização androgênica, que é crítica no desenvolvimento sexual. Outro exemplo de consequências epigenéticas é evidente na esclerose múltipla em gêmeos monozigóticos (idênticos). Há pares de gêmeos que são discordantes com esclerose múltipla e ambos não apresentam o traço. Após o teste genético, foi sugerido que o DNA era idêntico e que as diferenças epigenéticas contribuíram para a diferença genética entre gêmeos idênticos.

## Efeitos da exposição fetal ao andrógeno
Durante os estágios fetais, as influências hormonais do andrógeno, especificamente da testosterona, causam qualidades femininas em relação ao desenvolvimento sexual nas mulheres e qualidades masculinas nos homens. No desenvolvimento sexual típico, as mulheres são expostas a quantidades mínimas de testosterona, feminilizando assim seu desenvolvimento sexual, enquanto os homens são normalmente expostos a altos níveis de testosterona, o que masculiniza seu desenvolvimento. As epi-marcas desempenham um papel fundamental nesse desenvolvimento, agindo como uma barreira entre o feto e a exposição aos andrógenos. Além disso, eles protegem predominantemente os fetos XY da subexposição aos andrógenos, enquanto protegem os fetos XX da superexposição aos andrógenos. No entanto, quando a superexposição a andrógenos acontece em fetos XX, pesquisas sugerem que eles podem apresentar comportamento masculinizado em comparação às mulheres que passam por níveis normais de exposição a andrógenos. A pesquisa também sugere que a exposição excessiva ao andrógeno em mulheres levou à redução do interesse heterossexual na idade adulta do que em mulheres com níveis normais de andrógeno.

## Herdabilidade
Novas marcas epi geralmente são produzidas a cada geração, mas essas marcas às vezes são transferidas entre gerações. Marcas epi específicas de cada sexo são produzidas no início do desenvolvimento fetal e protegem cada sexo da disparidade natural de testosterona que ocorre durante os estágios posteriores do desenvolvimento fetal. Diferentes epimarcas protegem diferentes características específicas do sexo de serem masculinizadas ou feminizadas — algumas afetam os órgãos genitais, outras afetam a identidade sexual e outras ainda afetam a preferência sexual. No entanto, quando essas epimarcas são transmitidas através de gerações, de pais para filhas ou de mães para filhos, elas podem causar efeitos reversos, como a feminização de algumas características nos filhos e, de forma semelhante, uma masculinização parcial nas filhas. Além disso, os efeitos reversos da feminização e da masculinização podem levar a uma preferência sexual invertida. Por exemplo, epimarcas específicas de sexo normalmente impedem que fetos femininos sejam masculinizados por meio da exposição a níveis atipicamente altos de testosterona, e vice-versa para fetos masculinos. As epimarcas específicas de sexo normalmente são apagadas e não são passadas entre gerações. No entanto, às vezes eles podem escapar do apagamento e são então transferidos dos genes de um pai para uma filha ou dos genes de uma mãe para um filho. Quando isso acontece, pode levar a uma preferência sexual alterada. As epimarcas normalmente protegem os pais das variações nos níveis de hormônios sexuais durante o desenvolvimento fetal, mas podem ser transmitidas de geração em geração e, posteriormente, levar à homossexualidade em descendentes do sexo oposto. Isso demonstra que a codificação genética dessas epimarcas pode se espalhar na população porque elas beneficiam o desenvolvimento e a aptidão dos pais, mas raramente escapam do apagamento, levando à preferência sexual pelo mesmo sexo na prole.[carece de fontes?]

## Limitações da hipótese
Explicações epigenéticas para orientação sexual ainda são puramente especulativas. W. Rice e colegas dizem que "não podem fornecer evidências definitivas de que a homossexualidade tenha uma base epigenética". Tuck C. Ngun e Eric Vilain publicaram um artigo em 2014 no qual avaliaram e criticaram o modelo epigenético proposto por Rice e colegas em 2012. Ngun e Vilain concordaram com grande parte do modelo de Rice, mas discordaram que "a sensibilidade de reversão de sexo à sinalização androgênica por meio de marcadores epigenéticos resultará em homossexualidade em ambos os sexos", observando que a não heterossexualidade é muito mais comum em mulheres. Além disso, um relatório de um estudo de 34 pares de gêmeos monozigóticos masculinos discordantes quanto à orientação sexual não revelou nenhum suporte para a hipótese epigenética.